# 井島茂作
井島 茂作（いじま もさく、1855年9月18日（安政2年8月8日）- 1925年（大正14年）8月31日）は、三重県四日市市（伊勢国）出身の政治家、教育者、実業家。第2代四日市市長（官選市長）。

## 井島家
井島家は戦国時代には北畠氏の家臣であったが、1570年（元亀元年）に多気郡浅香（現在の松阪市嬉野町付近）から四日市に移住して、北勢四十八家の1つの浜田氏の重臣となった。江戸時代には、市場町四日市を開拓した旧家として名高く、代々庄屋を務めた。1804年（文化元年）以降は苗字帯刀永久御免となった。

## 経歴
竪町（現在の四日市市北町）に誕生した茂作は、1867年（慶応3年）に庄屋役見習い、1872年（明治5年）には度会郡の山田国札引替役に任命された。1883年（明治16年）に28歳で四日市の勧業委員・四日市町連合会委員となった。1885年（明治18年）からは三重県朝明郡町村連合会議員、三重郡第一高等小学校学事委員、高等小学校組合会議員、三重郡四日市町3ヶ村学校組合議員などを歴任し、特に小学校教育普及に尽力した。
行政組織作りにも参加し、四日市の書記を経て、1889年（明治22年）に四日市町会議員に当選した。その他、四日市勧業委員も務め、1893年（明治26年）には四日市商業会議所議員となった。さらに商業会議所会頭も務め、築港による商業の活性化に尽力した。
1898年（明治31年）に四日市市長となる。1917年（大正6年）の第13回衆議院議員総選挙では四日市選挙区から衆議院議員に当選した（憲政会所属）。1925年（大正14年）8月31日に死去。享年71。

## 商業学校の設立
商業会議所議員や四日市の実業家で組織されていた実業談話会で、商業学校が必要との話が持ち上がり、商都四日市の発展のためには専門の知識習得が必要になるという考えから茂作は四日市町立商業学校創立委員となった。商業の専門学校と云う概念はなかなか受け入れられず、設立には資金面で苦労したが、1896年（明治29年）に全国18番目の商業学校として創設され、校長には茂作が就任した。現在の三重県立四日市商業高等学校である。

## 養老鉄道
井島は四日市港と敦賀港を結ぶ鉄道敷設を計画し、1897年（明治30年）に仮免状が下付された。しかし沿線の利害関係や不況もかさなり実現の目処がたたなかった。1911年（明治44年）になり井島は地元出身である立川勇次郎に養老鉄道建設に参画するよう依頼した。立川が社長となり（初代）養老鉄道を設立。1913年（大正2年）7月に養老駅 - 大垣駅 - 池野駅間が開通することとなる。この路線が現在の養老鉄道養老線である。